# 機巧少女不會受傷
《機巧少女不會受傷》是海冬零兒撰寫、LLO繪製插畫的日本輕小說，由Media Factory於2009年11月至2017年7月出版發行。正體中文版由尖端出版代理發行；简体中文版由天闻角川代理發行。2013年1月決定動畫化，並於同年10月至12月播放電視動畫。

## 故事簡介
機巧魔術——那是由內藏魔術回路的“自動人偶”與“人偶使”所使用的魔術。在英國最高學府的華爾普吉斯皇家機巧學院，正舉行著一場選出頂尖人偶使「魔王」的戰鬥「夜會」。來自日本的留學生雷真和他的搭檔——少女型態的人偶夜夜，為了參加「夜會」，打算挑戰其他入選者，奪取對方的資格。

## 登場人物
赤羽雷真（聲：下野紘）
本作男主角。極東人偶使名門「赤羽一族」的倖存者。
小時候因為沒有人偶使的天分而自暴自棄，之後便離家出外修行。在兩年前赤羽家遭到哥哥天全滅門後，開始進行機巧魔術的訓練。
為了向天全復仇而遠渡重洋到達英國，然而實際上只是作為日本軍方的密探而來到學院，復仇只是附加之事。
夜夜（聲：原田瞳）
本作女主角。雷真所持有的人偶。為當代名匠花柳齋得意之作〈雪月花〉三部作品之一的〈月〉之人偶，為三姊妹中排行第二，外型為完全仿真的黑髮少女，令人訝異的精緻容貌是其最非人的地方。
對於雷真十分依賴，有著超出主人以上的感情，自稱是雷真的妻子，經常醋勁大發，也常表現出好色的一面，甚至會刻意破壞雷真的對外形象來阻止其他女性接近，且只要聽到有關雷真的話題就會特別敏感，也很容易暴走。
最初相遇時其實對自己乃是最高級的人偶，卻要服從尚是魔術剛入門者的雷真而很是不滿，甚至到了想殺掉雷真的程度，但在雷真提議以死鬥分個勝負後，為他平等對待人類與人偶的態度所打動才展開心扉。

## 組織
D-works
全稱為Divine Works，意為「神的奇蹟」。
從十年前開始名聲大響的新興自動人偶製作工坊，並有開發新型的魔術迴路。
五年前以〈音壓操縱〉的魔術迴路取得專利，並在英國陸軍次期主力武器設計競賽中獲得推薦提名。
私底下黑色傳聞不斷，像是買通官員強行通過專利、進行非法實驗等等。
在負責人布朗森的主導下，暗中進行著人造〈承蒙誓約之子〉的實驗，並對可以生存許久的實驗對象冠上北歐神話神祇的名字為代號。
十字架騎士
以出身德意志名門的羅森堡為首的夜會參加者集團，是為了在夜會裡進行機巧魔術的實驗和收集他國技術情報而組成。
成員利用操作自身成績的手段，獨佔著七十四名到八十六名的位置。組成份子的國籍都各不相同，唯一共通的一點是都接受了羅倫斯基金會的獎學金贊助。
薔薇師團
約在2000年前就已成立的世界上最古老的魔術結社，本作中常稱之為「結社」。
原是為了逃離尼祿皇帝的鎮壓而轉入地下的基督徒團體，在機巧魔術誕生前就已會使用許多古怪的祕術，可說是現今魔術世界的基礎。
沒有特定的領導者，而是以有參議權、被稱為「薔薇」的十幾名幹部負責經營整個組織。
成立初期的目標是為了制御權力使其不致於暴走，於是在暗中操縱各國政治。是公認的反政府組織，常在歷史的陰影裡活躍著。
到了現在則成了以力量在暗中支配世界，且不惜用恐怖活動或引發戰爭的手段來達成幹部個人目標的恐怖組織。

## 用語

### 華爾普吉斯皇家機巧學院
夜會
正式名稱為華爾普吉斯的晚會，是華爾普吉斯皇家機巧學院為了選出最頂尖的人偶使而舉辦的競賽，每四年舉辦一次。通常只有在校成績前一百名的學生才能獲得參加資格。
競賽在晚上開始，由第一百位以及第九十九位開始戰鬥，參加者要在場上戰鬥一個小時。一個小時過後若未決定勝負則會結束這場比賽，等到隔天晚上再舉行一次。但是場上的人數會隨著比賽的次數而愈來愈多，因此場上極有可能會變成大混戰。
在夜會中僅存下來的那一人就會成為地位崇高的魔王。
魔王
在夜會中得到勝利的最後一人，將會獲得魔王的稱號，也證明著勝利者是當代最優秀的魔術師。成為魔王後，能夠無視國際魔術憲章與魔術師倫理規範的規定，可獲得翻閱禁書、研究禁術等等的權利。
手套持有者
指夜會的參加者，每一位參加者都會持有一雙白手套（動畫版改為黑色），一旦比賽戰敗就得交出手套，也就此失去參加夜會的資格。
十三人
指夜會中戰鬥力頂尖的十三位參加者。
愚者的聖堂

### 機巧魔術相關
自動人偶
在近代最偉大的一種發明，體內搭載著魔術迴路，成為各國互相戰鬥的兵器。
人偶的樣式不會侷限在人形，基本上擁有各種型態。
其基本動力來源是夏娃的心臟，若心臟被破壞，那麼該人偶將無法復原。
魔術迴路
在近代取代魔術儀式的一種發明，能夠將複雜的詠唱咒文以及魔法陣簡化，啟動之後就可以施展魔術。
最普遍的魔術迴路為夏娃的心臟；除了心臟之外，還有其他種不同的魔術迴路給予人偶各種特性。
金剛力：將自我領域內的原子進行超硬度物質化，並應用其能力，將肌力提高千倍。
夏娃的心臟
賦予自動人偶生命以及智慧的一種魔術迴路，為各種自動人偶的基礎，一旦被破壞將無法復原。
其內容是個未解之謎，若要重新製造是件很困難的事情。
唯一突破魔活性不協調原理的一種魔術迴路。
魔活性不協調原理
機巧物理學的基礎原理，指一個個體內無法存在著兩種魔術。也因為這個原理，一般自動人偶只能搭載一種魔術迴路。
目前唯一的例外是夏娃的心臟。
強制支配
將基本上可以自主行動的自動人偶進行一定程度的控制的手段。
念動
對自主能力很低，甚至沒有的人偶進行操縱的高等魔術。
是以人偶使的魔力來操作所有的關節、令其保持平衡的狀況下做出想要的動作。
基本上不是經驗豐富、實力高強的魔術師的話，甚至讓人偶抬起手這種簡單動作都辦不到。

### 禁忌
禁忌人偶
在人偶的製作材料中加入活體，該人偶就會被稱為禁忌人偶。比起一般的人偶，有著更高的魔力親和性。
一般來說，此人偶受到魔術師倫理規範的限制，無法任意製造。但是夜會並沒有規定不能使用禁忌人偶參賽。
本作中登場的禁忌人偶有《雪月花》三姊妹、馬格努斯的《戰隊》、夏露的西格蒙特、芙蕾的《加姆系列》、《機巧士兵系列》、奧爾嘉的托爾、艾德蒙的朧富士等。
神性機巧
完全自律的一種自動人偶，即使沒有操控者也能夠自行輸出魔力來啟動內部的魔術迴路。
號稱在未來能夠突破魔活性不協調原理的限制，但實際上還需要進一步調整。
機巧士兵系列
以「神性機巧不會受傷」的預言為基礎來開發，將人體進行機巧手術改造成禁忌人偶，並都搭載能控制分子運動方向的魔術迴路〈完全制御振動〉的「絕不會損壞的士兵」。
本作中登場的是第三到第五世代，單個的戰鬥能力都很高。但原本就是人類的緣故，還是會有痛覺並會受傷。
MK3
舊世代的未完成品，大概只有MK4的五分之一戰力。
MK4
機巧士兵的完成型，辛格即為代表。
MK5
測試用的最新型，基本性能與辛格差不多，但在某些方面的能力被特化。

### 其他
機巧都市利物浦
大英帝國的港口都市，只要搭乘列車就能在半天內到達首都倫敦。
赤羽一族
雷真出身的家族。以操縱複數自動人偶的集團戰法聞名，在日本是人偶使的名門之一。
雷真常自嘲是和傭兵沒兩樣的戰爭家族，過去曾是陰陽師的一系，以操縱護法和式神為主。
一族有著被稱為「紅翼之血」的特殊遺傳因子，歷代出現過很多優秀的人偶使。
在故事開始前兩年被天全滅門，只有雷真平安生還。
貝琉家
夏露出身的家族。其父埃德加伯爵是有名的自動人偶收藏家，為英國有名的機巧魔術名門。
因為在王太子來訪時，貝琉家收藏的犬型自動人偶突然暴走將其咬成重傷，被王室嚴厲譴責和受到剝奪爵位的處罰導致家族分崩離析。
同時，家族的財產和收集的自動人偶也被沒收和變賣。
承蒙誓約之子
大約一百萬人中會有一個，魔力親和性非常高的人類的稱呼。
D-works利用收養的孤兒，以機巧手術對心臟進行改造後而製作出了不少人造品，不過因為心臟的緣故會導致全身的色素消失而呈現白化症、頭髮變為珍珠色，瞳孔則是紅色的狀況。
日本是稱之為「白神子」，德意志則是「白色的小孩」。
威斯頓家
葛利潔爾妲出身的家族。位於雪菲爾近郊的鄰近小鎮附近，由於葛利潔爾妲於四年前的夜會中勝出，獲取魔王稱號才因此壯大名聲。
政府曾力邀葛利潔爾妲從軍卻遭其拒絕，因此開始對他們進行施壓，家族的軍事力量、自動人偶都被徵收，連士兵也被迫解雇，導致家族沒落。

## 出版書籍

### 輕小說
| 卷數 | 副標題                  | Media Factory  | Media Factory                                                     | 尖端出版       | 尖端出版                                                           | 天聞角川       | 天聞角川               |
| 卷數 | 副標題                  | 發售日期       | ISBN                                                              | 發售日期       | ISBN／EAN                                                          | 發售日期       | ISBN                   |
| ---- | ----------------------- | -------------- | ----------------------------------------------------------------- | -------------- | ------------------------------------------------------------------ | -------------- | ---------------------- |
| 1    | Facing "Cannibal Candy" | 2009年11月25日 | ISBN 978-4-8401-3085-1                                            | 2012年4月10日  | ISBN 978-957-10-4790-4                                             | 2013年9月5日   | ISBN 978-7-5356-6449-5 |
| 2    | Facing "Sword Angel"    | 2010年3月25日  | ISBN 978-4-8401-3245-9                                            | 2012年6月30日  | ISBN 978-957-10-4845-1                                             | 2013年10月20日 | ISBN 978-7-5356-6597-3 |
| 3    | Facing "Elf Speeder"    | 2010年7月23日  | ISBN 978-4-8401-3452-1                                            | 2012年8月9日   | ISBN 978-957-10-4882-6                                             | 2013年12月20日 | ISBN 978-7-5356-6689-5 |
| 4    | Facing "Rosen Kavalier" | 2010年11月25日 | ISBN 978-4-8401-3580-1（特裝版） ISBN 978-4-8401-3579-5（通常版） | 2012年10月12日 | ISBN 978-957-10-5021-8                                             | 2014年7月28日  | ISBN 978-7-5340-3910-2 |
| 5    | Facing "King's Singer"  | 2011年3月25日  | ISBN 978-4-8401-3854-3                                            | 2013年2月22日  | EAN 471-7702-25342-4（特裝版） ISBN 978-957-10-5130-7（一般版）    | 2014年8月20日  | ISBN 978-7-5340-3976-8 |
| 6    | Facing "Crimson Red"    | 2011年7月25日  | ISBN 978-4-8401-3973-1                                            | 2013年4月19日  | ISBN 978-957-10-5198-7                                             | 2015年12月1日  | ISBN 978-7-5490-0944-2 |
| 7    | Facing "Genuin Legends" | 2011年12月22日 | ISBN 978-4-8401-4336-3                                            | 2013年8月15日  | EAN 471-7702-25640-1（特裝版） ISBN 978-957-10-5308-0（一般版）    | 2018年5月1日   | ISBN 978-7-5489-2663-4 |
| 8    | Facing "Lady Justice"   | 2012年4月25日  | ISBN 978-4-8401-4549-7                                            | 2013年10月4日  | EAN 471-7702-25752-1（特裝版） ISBN 978-957-10-5372-1（一般版）    |                |                        |
| 9    | Facing "Star Gazer"     | 2012年9月25日  | ISBN 978-4-8401-4820-7                                            | 2014年1月28日  | ISBN 978-957-10-5480-3                                             |                |                        |
| 10   | Facing "Target Gold"    | 2013年1月25日  | ISBN 978-4-8401-4959-4                                            | 2014年4月18日  | ISBN 978-957-10-5556-5                                             |                |                        |
| 11   | Facing "Doll's Master"  | 2013年5月24日  | ISBN 978-4-8401-5183-2                                            | 2014年6月20日  | ISBN 978-957-10-5596-1                                             |                |                        |
| 12   | Facing "Master's Doll"  | 2013年9月25日  | ISBN 978-4-8401-5415-4                                            | 2014年10月9日  | ISBN 978-957-10-5721-7                                             |                |                        |
| 13   | Facing "Elder Empress"  | 2014年2月22日  | ISBN 978-4-04-066308-1                                            | 2015年3月19日  | ISBN 978-957-10-5919-8                                             |                |                        |
| 14   | Facing "Violet Silver"  | 2014年10月24日 | ISBN 978-4-04-066910-6                                            | 2015年10月22日 | ISBN 978-957-10-6158-0                                             |                |                        |
| 15   | Facing "Machine doll Ⅰ" | 2015年9月25日  | ISBN 978-4-04-067470-4                                            | 2016年6月7日   | ISBN 978-957-10-6649-3                                             |                |                        |
| 16   | Facing “Machine doll Ⅱ” | 2017年7月25日  | ISBN 978-4-04-069286-9（上）                                      | 2018年3月15日  | ISBN 978-957-10-8043-7（上）                                       |                |                        |
| 16   | Facing “Machine doll Ⅱ” | 2017年7月25日  | ISBN 978-4-04-069287-6（下）                                      | 2018年4月27日  | ISBN 978-957-10-8044-4（下） EAN 471-296-635-476-4（下）（紀念版） |                |                        |

### 漫畫
機巧少女不會受傷
由高城計作畫，於《月刊Comic Alive》2010年6月號開始連載。單行本已出版9冊。
| 集數 | Media Factory  | Media Factory                                                     | 尖端出版       | 尖端出版               |
| 集數 | 發售日期       | ISBN                                                              | 發售日期       | EAN / ISBN             |
| ---- | -------------- | ----------------------------------------------------------------- | -------------- | ---------------------- |
| 1    | 2010年11月22日 | ISBN 978-4-8401-3377-7（特裝版） ISBN 978-4-8401-3378-4（通常版） | 2012年4月27日  | EAN 471-7702-24872-7   |
| 2    | 2011年3月23日  | ISBN 978-4-8401-3768-3                                            | 2012年8月9日   | EAN 471-7702-24983-0   |
| 3    | 2011年10月22日 | ISBN 978-4-8401-4049-2                                            | 2012年11月15日 | EAN 471-7702-25225-0   |
| 4    | 2012年3月23日  | ISBN 978-4-8401-4433-9                                            | 2013年1月11日  | EAN 471-7702-25331-8   |
| 5    | 2012年9月21日  | ISBN 978-4-8401-4726-2                                            | 2013年5月6日   | EAN 471-7702-25455-1   |
| 6    | 2013年5月23日  | ISBN 978-4-8401-5058-3                                            | 2013年10月22日 | EAN 471-7702-25744-6   |
| 7    | 2013年9月21日  | ISBN 978-4-8401-5323-2                                            | 2014年4月17日  | EAN 471-7702-26036-1   |
| 8    | 2014年9月23日  | ISBN 978-4-04-066815-4                                            | 2015年5月22日  | EAN 471-7702-26657-8   |
| 9    | 2016年3月23日  | ISBN 978-4-04-068205-1                                            | 2016年7月29日  | ISBN 978-957-10-6781-0 |

GeneMetallica－機巧少女不會受傷 Re：Acta-
由釜田みさと作畫，於《月刊Comic Gene》上連載，講述本篇故事數十年後、20世紀初期的日本的衍生作品。單行本全2卷。
| 集數 | Media Factory | Media Factory          |
| 集數 | 發售日期      | ISBN                   |
| ---- | ------------- | ---------------------- |
| 1    | 2013年9月27日 | ISBN 978-4-8401-5330-0 |
| 2    | 2014年5月27日 | ISBN 978-4-0406-6564-1 |

### 畫集
中文版於2015年4月10日出版。
| 集數 | Media Factory | Media Factory          |
| 集數 | 發售日期      | ISBN                   |
| ---- | ------------- | ---------------------- |
| 全   | 2015年3月25日 | ISBN 978-4-0406-6109-4 |

## 電視動畫

### 製作人員
- 原作：海冬零兒
- 角色原案：LLO
- 监督：吉本欣司
- 系列：柿原优子
- 人物设定、總作畫監督：渡边敦子
- 人偶／道具設定、人偶總作畫監督：廣瀨智仁
- 主動畫師：成川多加志
- 美術設定：金平和茂
- 美術監督：緒續學
- 色彩設計：柳澤久美子
- CGI擔當：內山正文
- CGI演出：千葉高雪
- 攝影監督：鹽見和欣
- 效果調整：松原貞姬
- 編輯：坂本雅紀
- 音響監督：明田川仁
- 音樂：橫山克
- 制作统筹：GENCO
- 動畫制作：Lerche
- 製作：機巧少女不會受傷製作委員會

### 主題曲
片頭曲「Anicca」
作詞：LINDEN，作曲、編曲：，主唱：原田瞳
第1、7話作為片尾曲使用，第12話作為片中插曲。
片尾曲（第2話－第6話、第8話－第11話、第12話為吉他版）
作詞、作曲、編曲：Hige Driver
主唱：歌組雪月花（夜夜〈原田瞳〉、伊呂里〈茅野愛衣〉、小紫〈小倉唯〉）

### 各話標題
| 話數   | 日文標題                    | 中文標題                    | 劇本     | 分鏡     | 演出              | 作畫監督                                                   | 原作小說集數範圍 |
| ------ | --------------------------- | --------------------------- | -------- | -------- | ----------------- | ---------------------------------------------------------- | ---------------- |
| 第1話  | Facing "Cannibal Candy" I   | Facing "Cannibal Candy" I   | 柿原優子 | 吉本欣司 | 鈴木芳成          | 網嵜涼子 成川多加志                                        | 第1集            |
| 第2話  | Facing "Cannibal Candy" II  | Facing "Cannibal Candy" II  | 柿原優子 | 吉本欣司 | 野亦則行          | 樋口博美                                                   | 第1集            |
| 第3話  | Facing "Cannibal Candy" III | Facing "Cannibal Candy" III | 柿原優子 | 夕澄慶英 | 鈴木芳成          | 網嵜涼子 成川多加志                                        | 第1集            |
| 第4話  | Facing "Cannibal Candy" IV  | Facing "Cannibal Candy" IV  | 柿原優子 | 夕澄慶英 | 夕澄慶英          | 竹上貴雄                                                   | 第1集            |
| 第5話  | Facing "Sword Angel" I      | Facing "Sword Angel" I      | 竹內利光 | 鈴木芳成 | 鈴木芳成          | 樋口博美 黑澤桂子                                          | 第2集            |
| 第6話  | Facing "Sword Angel" II     | Facing "Sword Angel" II     | 竹內利光 | 岩畑剛一 | 吉田俊司          | 杉本功                                                     | 第2集            |
| 第7話  | Facing "Sword Angel" III    | Facing "Sword Angel" III    | 竹內利光 | 小林孝志 | 小林孝志          | 成川多加志、黑澤桂子 樋口博美、松本剛彥 網嵜涼子           | 第2集            |
| 第8話  | Facing "Sword Angel" IV     | Facing "Sword Angel" IV     | 竹內利光 | 夕澄慶英 | 吉田俊司          | 黑澤桂子                                                   | 第2集            |
| 第9話  | Facing "Elf Speeder" I      | Facing "Elf Speeder" I      | 竹內利光 | 岩畑剛一 | 三好正人          | 廣瀨智人、高山幸二                                         | 第3集            |
| 第10話 | Facing "Elf Speeder" II     | Facing "Elf Speeder" II     | 竹內利光 | 松本剛彥 | 小川浩司          | 齋藤雅和、水野隆宏                                         | 第3集            |
| 第11話 | Facing "Elf Speeder" III    | Facing "Elf Speeder" III    | 竹內利光 | 原博     | 鈴木芳成 間島崇寬 | 黑澤桂子、成川多加志 網嵜涼子、岩佐智子 星野真澄、樋口博美 | 第3集            |
| 第12話 | Facing "Elf Speeder" IV     | Facing "Elf Speeder" IV     | 竹內利光 | 藤川太   | 川西泰二          | 飯野誠、松本剛彥 成川多加志、黑澤桂子 森山雄治、山形孝二   | 第3集            |

### 播放電視台
日本深夜動畫：下文記載的日本国内播放時間使用日本標準時間（UTC+9）表示。因為部分時間标识會採用30小时制，因此請留意这类超过24:00的时间，其實際播放時間為翌日清晨。
| 播放地區   | 播放電視台 | 播放日期                 | 播放時間（UTC+9）         | 所屬聯播網 | 備註       |
| ---------- | ---------- | ------------------------ | ------------------------- | ---------- | ---------- |
| 日本全國   | AT-X       | 2013年10月7日－12月23日  | 星期一 20時30分－21時00分 | 衛星電視   | 有重播     |
| 東京都     | TOKYO MX   | 2013年10月7日－12月23日  | 星期一 24時30分－25時00分 | 獨立UHF局  |            |
| 近畿廣域圈 | 讀賣電視台 | 2013年10月7日－12月23日  | 星期一 26時12分－26時42分 | 日本電視網 | MANPA節目  |
| 愛知縣     | 愛知電視台 | 2013年10月8日－12月24日  | 星期二 26時05分－26時35分 | 東京電視網 |            |
| 日本全國   | BS11       | 2013年10月10日－12月26日 | 星期四 24時00分－24時30分 | 衛星電視   | ANIME+節目 |

| 播放地區 | 播放電視台 | 播放日期               | 當地播放時間            | 所屬聯播網  | 備註              |
| -------- | ---------- | ---------------------- | ----------------------- | ----------- | ----------------- |
| 臺灣     | Animax     | 2015年1月3日－1月14日  | 每天20:30－21:00        | 有線電視    | 有重播時段        |
| 臺灣     | Animax HD  | 2015年1月20日－1月31日 | 每天20:30－21:00        | 中華電信MOD | Animax HD開台節目 |
| 香港     | Animax     | 2015年4月16日－5月1日  | 星期一至五 22:00－22:30 |             |                   |

### 藍光／DVD
| 卷數        | 發售日         | 收錄話         | 销量 | 規格編號   | 規格編號  |
| 卷數        | 發售日         | 收錄話         | 销量 | BD初回版   | DVD初回版 |
| ----------- | -------------- | -------------- | ---- | ---------- | --------- |
| 1           | 2013年12月25日 | 第1話－第2話   | 5800 | ZMXZ-8981  | ZMBZ-8991 |
| 2           | 2014年1月29日  | 第3話－第4話   | 4274 | ZMXZ-8982  | ZMBZ-8992 |
| 3           | 2014年2月26日  | 第5話－第6話   | 3797 | ZMXZ-8983  | ZMBZ-8993 |
| 4           | 2014年3月26日  | 第7話－第8話   | 3590 | ZMXZ-8984  | ZMBZ-8994 |
| 5           | 2014年4月25日  | 第9話－第10話  | 3572 | ZMXZ-8985  | ZMBZ-8995 |
| 6           | 2014年5月28日  | 第11話－第12話 | 3527 | ZMXZ-8986  | ZMBZ-8996 |
| Blu-ray BOX | 2018年2月23日  | 第1話－第12話  |      | ZMAZ-11862 |           |

### 映像特典
藍光／DVD各卷收錄的原作，由海冬零兒故事草案的特典文庫原作OVA。
- 劇本：竹内利光
- 分鏡：岩畑剛一

| 話數    | 日文標題                          | 中文標題                        | 演出              | 作畫監督                                  |
| ------- | --------------------------------- | ------------------------------- | ----------------- | ----------------------------------------- |
| Vol.I   | そして二人は学び舎へ              | 於是二人向著學校出發            | 鈴木芳成          | 中野圭哉                                  |
| Vol.II  | いろり、露天風呂で粗相する        | 伊呂里、露天浴池裡出洋相        | 鈴木芳成 小林孝志 | 中野圭哉、黑澤桂子 廣瀨智仁               |
| Vol.III | シャルとフレイ、戦慄のバスルーム  | 夏洛特與芙蕾、顫抖的浴室        | 小林孝志          | 中野圭哉、内原茂 黒澤桂子（角色作画監督） |
| Vol.IV  | 赤羽撫子、夏の夜の夢              | 赤羽撫子，夏夜之夢              | 小林孝志          | 中野圭哉、黒澤桂子                        |
| Vol.V   | 個人授業 〜医務室で美女ふたりと〜 | 個人授課 〜在醫務室與美女一起〜 | 小林孝志          | 成川多加志                                |
| Vol.VI  | 美少女集合!水着だらけの大騒動     | 美少女集合！滿是泳裝的大騷動    | 小林孝志          | 黒澤桂子、廣瀬智仁                        |

### CD
| 發售日         | 名稱                               |
| -------------- | ---------------------------------- |
| 2010年1月22日  | 機巧少女(マシンドール)は傷つかない |
| 2013年11月6日  | Anicca                             |
| 2013年11月27日 | 回レ！雪月花                       |

## 外部連結
- 『機巧少女不會受傷』官方網站，存于（日語）
- 機巧少女不會受傷的X（前Twitter） （日語）
- 本作插畫繪者LLO的個人網站（页面存档备份，存于）（日語）